# Sendži
Sendži (Seten) je faraon 2. dinastije koji je, prema Manetonu, vladao nakon Seta-Peribsena, a prije Neterke. Ne postoji nikakva prava informacija o ovom kralju, pa mu je postojanje doista upitno. 